# Mahamoudou Kéré
Mahamoudou Kéré (* 1. Februar 1982 in Ouagadougou, Obervolta, heute Burkina Faso) ist ein Fußballspieler aus dem westafrikanischen Staat Burkina Faso.

## Karriere

### Verein
Er begann seine Karriere bei Santos FC Ouagadougou in der burkinischen Hauptstadt und wechselte von dort 1999 nach Belgien zu SC Charleroi, wo er bis 2010 ununterbrochen unter Vertrag stand. Danach spielt er in der Türkei für Konyaspor.
Zur Saison 2012/13 wechselte er zum türkischen Zweitligisten Samsunspor. Im Sommer 2013 verließ er diesen Verein wieder und kehrte zurück nach Belgien. Dort spielte er in der Saison 2013/14 RWDM Brüssel in der 2. Division, nach der Auflösung des Vereins am 24. Juni 2014 wechselte er innerhalb der Liga zum RAEC Mons. Nach der Saison 2014/15 beendete er seine Karriere.

### Nationalmannschaft
Kéré spielt seit 2000 für die burkinische Fußballnationalmannschaft und gehörte bei den Afrikameisterschaften 2000, 2004, 2010 und 2012 zum Aufgebot Burkina Fasos.